# Haralambie Cotarcea
Haralambie Cotarcea (n. 1 februarie 1941, Crivina, Mehedinți - d. 8 decembrie 2019, Reșița) a fost un politician român, senator în Parlamentul României din partea Partidului România Mare în legislatura 1996-2000.
Născut în Crivina (Mehedinți) în anul 1941, Haralambie Cotarcea a ajuns la vârsta de 14 ani la școala profesională din Reșița, odată cu transferarea secției școlii profesionale din Drobeta Turnu Severin la care se afla. De la „profesionala” din Reșița a fost repartizat să lucreze la Uzinele din Reșița, pe platforma Combinatului Siderurgic, în prezent TMK Reșița.A muncit și, în același timp, a urmat cursurile Liceului nr. 1 din Reșița la seral. A lucrat apoi la I.O.I.L. Reșița (actualul Plastomet), iar în anul 1970 a devenit secretar al Consiliului Județean al Sindicatelor Caraș-Severin. În 1980 a fost promovat în activul Uniunii Generale a Sindicatelor din România, iar ulterior a absolvit Științe Economice la Academia „Ștefan Gheorghiu” din București. În 1986 revine în Reșița, odată ce a fost ales președinte al Consiliului Județean al Sindicatelor Caraș-Severin, funcție pe care a ocupat-o până în 1992. Devine membru al Partidului România Mare în 1993, iar în 1996 este ales consilier județean PRM în cadrul Consiliului Județean Caraș-Severin. La alegerile legislative de la sfârșitul anului 1996 a fost ales senator în legislatura 1996-2000 în județul Caraș-Severin ca parlamentar al PRM. În cadrul activității sale parlamentare, Haralambie Cotarcea a fost membru în grupurile parlamentare de prietenie cu Republica Cipru, Malaezia și Republica Iugoslavă Macedonia. De asemenea, Haralambie Cotarcea a fost membru în Comisia pentru buget, finanțe, activitatea bancară și piața de capital precum și în comisia pentru privatizare și administrarea activelor statului. În activitatea sa parlamentară s-a remarcat însă prin luările de cuvânt de la tribuna Senatului în probleme ce țineau de județul Caraș-Severin, dar și prin inițierea de demersuri oficiale în sprijinirea populației din fosta Iugoslavie, care se afla sub bombardamentul NATO. La sfârșitul anului 2000, Haralambie Cotarcea a intrat în PDL, unde a fost ales vicepreședinte al Organizației Județene Caraș-Severin. În perioada 2004-2012 a fost consilier județean PDL în cadrul Consiliului Județean Caraș-Severin. 